# Ozodicera schwarzmaierana
Ozodicera schwarzmaierana är en tvåvingeart som beskrevs av Alexander 1942. Ozodicera schwarzmaierana ingår i släktet Ozodicera och familjen storharkrankar. Inga underarter finns listade i Catalogue of Life.